# Hüffer HK 39
Die Hüffer HK 39 war ein projektiertes Reise-, Sport- und Übungsflugzeug von Julius Hüffer.
Entworfen wurde das Flugzeug 1939 als freitragender Tiefdecker in Gemischtbauweise und mit Spornradfahrwerk, wobei sowohl eine Version mit verkleideten Rädern als auch eine Ausführung mit einem Einziehfahrwerk untersucht wurde. Der Tragflügel sollte dreiteilig ausgeführt und aus Holz gefertigt werden. Es war vorgesehen, das Tragflügelmittelstück fest am Rumpf zu befestigen, während die Flügelaußenteile abnehmbar sein sollten, um Stellplatz einzusparen. Die Beplankung des Flügels sollte aus Sperrholz bestehen und teilweise mit Stoff bespannt werden. Ebenfalls aus Sperrholz wurde das freitragende Leitwerk konstruiert. Während die Ruderflächen mit Stoff bespannt werden sollten, war eine Sperrholzbeplankung der Flossen geplant. Der Rumpf war eine aus geschweißtem Stahlrohr bestehende Konstruktion, die im vorderen Bereich mit Blech beplankt werden sollte. Hinter der Kabine war der Rumpf hingegen mit Stoff bespannt. Die Piloten sollten nebeneinander mit Doppelsteuerung in einer geschlossenen Kabine Platz finden.
Angetrieben werden sollte das Flugzeug von einem luftgekühlten Vierzylinder-Motor Hirth HM 515 mit 62 PS über eine nicht verstellbare Holzluftschraube von 2 m Durchmesser. Trotz der fortschrittlichen Konstruktion des Flugzeugs blieb es wegen des Ausbruchs des Zweiten Weltkrieges im Projektstadium und wurde nicht gebaut.

## Technische Daten
| Kenngröße             | Daten                               |
| --------------------- | ----------------------------------- |
| Besatzung             | 1                                   |
| Passagiere            | 1                                   |
| Länge                 | 7,0 m                               |
| Spannweite            | 10,0 m                              |
| Höhe                  | 2,46 m                              |
| Flügelfläche          | 13,5 m²                             |
| Flügelstreckung       | 7,4                                 |
| Nutzlast              |                                     |
| Leermasse             | 310 kg                              |
| max. Startmasse       | 550 kg                              |
| Reisegeschwindigkeit  |                                     |
| Höchstgeschwindigkeit | 185 km/h                            |
| Dienstgipfelhöhe      | 4000 m                              |
| Reichweite            | 650 km                              |
| Triebwerke            | 1 × Hirth HM 515, 62 PS (ca. 50 kW) |